# اوهمروس
اوهمرس یا یوهمرس (یونانی: Εὐήμερος [یوهِمِروس]، به معنی شاد و کامیاب، زاده اواخر سده ۴ پیش از میلاد) افسانه‌نگار یونانی در دربار کاساندر پادشاه مقدونی بود. در مورد محل تولد اوهمروس مناقشه وجود دارد، ولی احتمالاً زادهٔ مسینا در سیسیل بوده‌است. برخی هم محل تولد او را خیوس دانسته‌اند.

## یوهمرگرایی
نظریه یوهمرگرایی به نام نویسنده آن مشهور است که معتقد بود خدایان افسانه‌ای، اساطیری قهرمانان انسانی بودند و خلق و خوی آنان بعد از مرگشان به تدریج آنها را به اسطوره تبدیل کرده‌است.